# Damastion

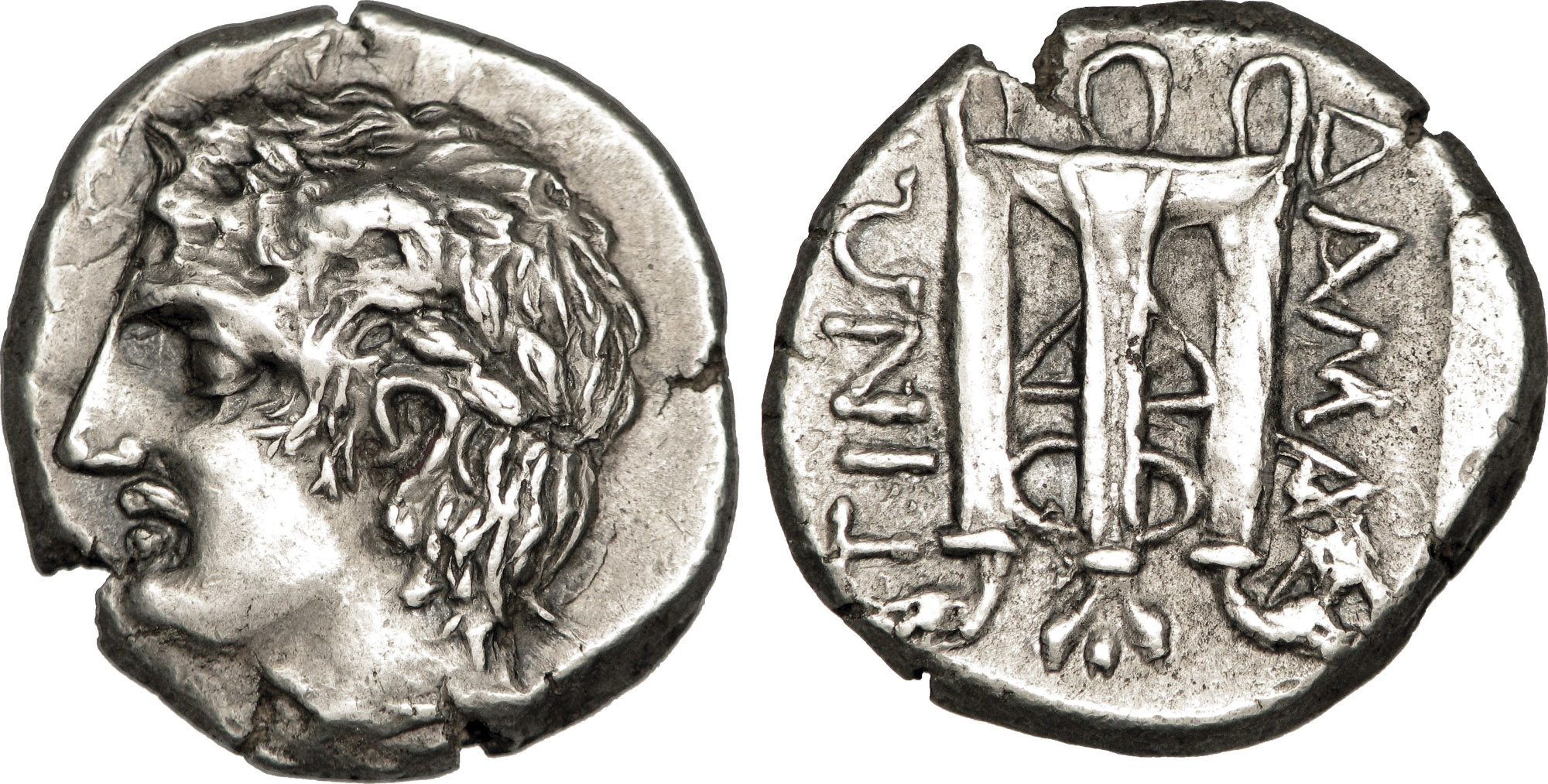
Tetradrachme mit Apollon-Kopf auf der Vorderseite und delphischem Dreifuß sowie der Aufschrift ΔΑΜΑΣ//ΤΙΝΩ auf der Rückseite, etwa 380 bis 360 v. Chr.

Damastion (altgriechisch Δαμαστιων; lateinisch Damastium) war eine antike Stadt im südlichen Illyrien, die bisher nicht eindeutig lokalisiert werden konnte.

## Geschichte
Vom griechischen Geschichtsschreiber Strabon, der um die Zeitenwende lebte, stammt die einzige historische Erwähnung von Damastion. Ihm zufolge besaß die Stadt Silberbergwerke und befand sich in Südillyrien. Um sie herum sollen die illyrischen Stämme der Dyestae und der Enchelii/Sesarethii gesiedelt haben:

„Untermischt mit diesen sind die illyrischen Völker an der Südseite des Berglandes und oberhalb des Ionischen Golfs. Denn oberhalb von Epidamnos und von Apollonia bis zu den Keraunischen Bergen wohnen die Byllionen, die Taulantier, die Parthiner und die Bryger; irgendwo in der Nähe sind auch die Silberbergwerke in Damastion [die Perisadyer ihre Herrschaft etabliert haben und die Encheleer auch Sesarethier nennen]; außerdem die Lynkester, Deuriopos, das Tripolitische Pelagonien, die Eorder, Elimeia und Eratyra. Jedes dieser Völker hatte früher seine eigenen Herr“

Zwischen 358 und 356 v. Chr. eroberte Philipp II., der König Makedoniens, die Stadt Damastion und ihre Silberminen. Es scheint, dass er sie dem illyrischen König Bardylis entriss, der zuvor die Stadt beherrscht hatte.

## Forschungsgeschichte

Karte Südillyriens um 200 v. Chr. mit dem Standortvorschlag Damastions nördlich des Prespasees

Der Numismatiker Friedrich Imhoof-Blumer vermutete 1874 die Stadt in oder bei Antigoneia und dem heutigen Tepelena im Süden Albaniens, die Silberbergwerke wiederum beim heutigen Ort Damës in der Gemeinde Memaliaj. Fraglich blieb für ihn, ob es eine Verbindung zwischen Damastion und der „Silberburg“ Gjirokastra gibt. Imhoof-Blumers Theorien gelten mittlerweile jedoch als überholt.
Die jüngere Forschung geht davon aus, dass Damastion auf dem Gebiet des heutigen Kosovo lag. Petar Popović (2007) vermutet Damastion bei Krševica südöstlich von Bujanovac im heutigen Serbien. John J. Wilkes (1992) wiederum verortet Damastion nordöstlich von Lychnidos bei Resen im heutigen Nordmazedonien.
Archäologisch gesichert sind einzig die bis zum Ende des 4. Jahrhunderts v. Chr. von Damastion und der Nachbarstadt Pelagia geprägten Silbermünzen. Die meisten von ihnen wurden nordöstlich von Janjeva und südwestlich von Novobërda im heutigen Kosovo gefunden.